# Nitrica (okres Prievidza)
Nitrica je obec na Slovensku v okrese Prievidza. Nachází se ve středu Vestenické doliny, jihozápadního výběžku Hornonitrianské kotliny, na levém břehu řeky Nitrica, leží v nadmořské výšce 240 metrů. Žije v ní přibližně 1 200 obyvatel.

## Historie
První písemná zmínka o vesnici pochází z roku 1113, kdy byla zmiňována horní část obce zvaná Račice, ta dnes tvoří horní část současné obce. V Zoborské listině jsou v roce 1249 už uvedeny i Dvorníky. Sloučením obou částí obce v roku 1960 vznikla obec Nitrica.
O vývoji vesnice se žádné písemné zprávy nezachovaly. Z ústního vyprávění starších lidí je známo, že obyvatelé se zde zaobírali zemědělstvím, překupnictvím a prodejem ovoce, v nejstarších dobách také prodejem hliněných nádob, které sami zhotovovali. Hlavním zdrojem obživy zdejšího obyvatelstva bylo pěstování ovoce spojené s obchodem. Po prvních obchodnících z Račíc a Dvorník zůstala dodnes známa místní přezdívka „korenári“ – podle obchodníků, kteří kupčili s kořením, hlavně se šafránem.

## Přírodní poměry
V katastrálním území Dvorníky nad Nitricou se nachází přírodní památka Brloh.

## Pamětihodnosti
- V obci je kostel svatého Michaela archanděla z roku 2013.
- Nachází se ze kaplička zasvěcená Božskému Srdci Ježíšovu, kterou dal postavit v roce 1919 Michal Šramka s manželkou Karolínou na památku svých dvou synů padlých v první světové válce na ruské frontě.